# Acacia viscifolia
Acacia viscifolia é uma espécie de leguminosa do gênero Acacia, pertencente à família Fabaceae.